# Pyrola morrisonensis
Pyrola morrisonensis är en ljungväxtart som först beskrevs av Bunzo Hayata, och fick sitt nu gällande namn av Bunzo Hayata. Pyrola morrisonensis ingår i släktet pyrolor, och familjen ljungväxter. Inga underarter finns listade i Catalogue of Life.